# Atanazy (Bachos)
Atanazy, imię świeckie Aristides Bachos (ur. 10 lutego 1954 w Ksylochera) – duchowny Greckiego Kościoła Prawosławnego, od 2009 biskup pomocniczy metropolii Ilii.

## Życiorys
W 1976 został wyświęcony na diakona. Święcenia kapłańskie przyjął 2 września 1985. Chirotonię biskupią otrzymał 1 listopada 2009 jako biskup pomocniczy metropolii Ilii ze stolicą tytularną Oleni.